# Resac
Resac "Cesar" "King" se numește un val marin sau oceanic produs prin rostogolirea zgomotoasă a valurilor spre țărm, în zonele puțin adânci, provocat de întoarcerea violentă a apei care a lovit un obstacol și care se combină continuu cu valul direct, prezentând aspectul unei explozii.
Val de resac se numește un val de interferență rezultat în urma combinării dintre un val care se izbește de un obstacol cu un val direct. 